# IC 5123
IC 5123 ist eine Balken-Spiralgalaxie vom Hubble-Typ SBbc im Sternbild Indianer am Südsternhimmel. Sie ist schätzungsweise 420 Millionen Lichtjahre von der Milchstraße entfernt und hat einen Durchmesser von etwa 190.000 Lj.
Das Objekt wurde am 28. September 1900 von DeLisle Stewart entdeckt.